# Bo Diddley (musikalbum)
Bo Diddley är Bo Diddleys självbetitlade debutalbum. Skivan lanserades 1958 på Chess Records, och är egentligen inget riktigt studioalbum, utan en samling av Bo Diddleys singlar från 1955 fram till 1958. Albumet innehåller tre av Diddleys kändaste låtar och största hitsinglar, "Bo Diddley", "Pretty Thing" och "Diddley Daddy". Albumet innehåller även "I'm a Man" som senare spelats in av ett otal artister, bland annat The Yardbirds. På skivomslaget kunde man läsa att Bo Diddley var född 1932, detta var felaktigt då han föddes 1928. Det var ett sätt för skivbolaget att få artisten att verka yngre än han var. Willie Dixon skrev två av albumets låtar, "Diddy Wah Diddy" och "Pretty Thing" men på originalutgåvorna av albumet stod båda dessa låtar som skrivna av Bo Diddley.

## Låtlista
(låtar utan angiven upphovsman skrivna av Bo Diddley)
1. "Bo Diddley" - 2:30
2. "I'm a Man" - 2:41
3. "Bring It to Jerome" (Jerome Green) - 2:37
4. "Before You Accuse Me" - 2:40
5. "Hey! Bo Diddley" - 2:17
6. "Dearest Darling" - 2:32
7. "Hush Your Mouth" - 2:36
8. "Say, Boss Man" - 2:18
9. "Diddley Daddy" (McDaniel, Harvey Fuqua) - 2:11
10. "Diddy Wah Diddy" (Willie Dixon) - 2:51
11. "Who Do You Love?" - 2:18
12. "Pretty Thing" (Dixon) - 2:48